# Jorge Liberato Urosa Savino
Jorge Liberato Urosa Savino   (Caracas, 28 d'agost de 1942 - Caracas, 23 de setembre de 2021) va ser un cardenal veneçolà de l'Església Catòlica. Va servir com a arquebisbe de Caracas, i el 2006 va ser elevat al Col·legi Cardenalici.

## Biografia
Jorge Urosa va néixer a Caracas, fill de Luis Manuel Urosa Joud i Ligia Savino del Castillo de Urosa. Va estudiar humanitats al col·legi de la Salle Tierras Honda, filosofia al seminari interdiocesà de Caracas i teologia al seminari de Sant Agustí de Toronto.
Urosa va obtenir el doctorat en teologia dogmàtica a la Pontifícia Universitat Gregoriana de Roma el 1971. Mentre que s'estava a Roma, va tornar breument a Caracas per ser ordenat prevere pel cardenal José Quintero Parra el 15 d'agost de 1967.
En concloure els seus estudis a Roma al Pius Pontifici Col·legi Llatinoamericà, Urosa serví com a professor i després com a rector del seminari de San José de Caracas. Després va ser rector del seminari interdiocesà de Caracas. Abans d'esdevenir vicari general de l'arquebisbat de Caracas, va presidir l'Organització de Seminaris Llatinoamericans i va fundar un vicariat parroquial a un barri de barraques de Caracas.
A més del seu castellà parla anglès, italià, francès i llatí.

### Bisbe
El 6 de juliol de 1982, Urosa va ser nomenat bisbe auxiliar de Caracas i bisbe titular de Vegesela de Bizacena pel papa Joan Pau II. El 22 de setembre l'arquebisbe José Lebrún Moratinos el va ordenar bisbe, en una concelebració amb els arquebisbes Domingo Roa Pérez i Miguel Salas Salas, CIM. Va ser nomenat arquebisbe de Valencia en Venezuela el 16 de març de 1990, i arquebisbe de Caracas el 19 de setembre de 2005.
Va ser elegit vicepresident de la Conferència Episcopal Veneçolana el 10 de gener de 2006.

### Cardenal
El papa Benet XVI el va promoure cardenal prevere de Santa Maria ai Monti durant el consistori del 24 de març de 2006. Urosa és el cinquè membre del Col·legi de Cardenals provinent de Veneçuela. Va participar en el conclave que va elegir el papa Francesc. L'octubre de 2011, va ser fet president honorari de la Conferència Episcopal Veneçolana.
Va morir a Caracas el 23 de setembre de 2021 amb 79 anys de les complicacions de la covid-19.

## Opinions
Va ser molt crític amb el règim d'Hugo Chávez, que inculpava de crear una dictadura inspirat en la Unió Soviética, amb tendències violents i totalitàries. Chávez va respondre que la conferència episcopal «Contradiu la nostra constitució si Urosa i la CEV no reconeixen el caràcter laic del nostre estat i junts intenten presentar-se com un poder estatal».
Urosa va rebutjar la creació de l'Església Catòlica Reformada (anglicans) a Veneçuela, els representants de la qual van ser introduïts al juliol de 2008, en línia amb el socialisme bolivarià del President Hugo Chávez. Els va qualificar d'associació irregular.
Urosa i els seus bisbes auxiliars han advertit contra fer servir la missa per propòsits polítics i va declararr que la missa en la qual es beneí el president-electe del Paraguai, l'exbisbe Fernando Lugo, no era autoritzada per la diòcesi.

## Guardons
Gran Prior per Veneçuela i Cavaller de Gran Creu de l'orde del Sant Sepulcre de Jerusalem